# Hoya celsa
Hoya celsa är en oleanderväxtart som beskrevs av Kloppenb., Siar, Guevarra, Cajano och Carandang. Hoya celsa ingår i släktet Hoya och familjen oleanderväxter. Inga underarter finns listade i Catalogue of Life.